# Sebastião Bugalho
Sebastião Bugalho (ur. 15 listopada 1995 w Lizbonie) – portugalski dziennikarz, publicysta i polityk, poseł do Parlamentu Europejskiego X kadencji.

## Życiorys
Jego rodzice, João Bugalho i Patrícia Reis, zajęli się zawodowo dziennikarstwem. Ukończył nauki polityczne na Portugalskim Uniwersytecie Katolickim. W wieku 19 lat zajął się dziennikarstwem, zaczynał w gazetach „i” oraz „Sol”. Rozpoznawalność uzyskał jako komentator wydarzeń politycznych w TVI24 i CNN Portugal. Publikował też m.in. na portalu „Observador”. Został również felietonistą gazety „Expresso” i komentatorem w SIC Notícias.
W 2019 był kandydatem CDS-PP do Zgromadzenia Republiki; w trakcie kadencji w 2021 odmówił objęcia zwolnionego przez Anę Ritę Bessę mandatu deputowanego. W kwietniu 2024 z inicjatywy premiera i lidera PSD Luísa Montenegra otrzymał pierwsze miejsce na liście koalicji ugrupowań centroprawicowych w wyborach europejskich. W wyniku głosowania z czerwca tego samego roku został wybrany na posła do PE X kadencji.